# ضفادع شمعية
ضفادع شمعية أو الضفادع الأرضية (الاسم العلمي: Ceratobatrachidae)، فصيلة ضفادع. توجد في شبه جزيرة الملايو، بورنيو، الفلبين، بالاو، فيجي، غينيا الجديدة، والجرز الأميرالية، بسمارك، وجزر سليمان.